# Воскобойникский сельский совет (Шишацкий район)
Воскобойникский сельский совет (укр. Воскобійницька сільська рада) — входит в состав
Шишацкого района
Полтавской области
Украины.
Административный центр сельского совета находится в 
с. Воскобойники.

## Населённые пункты совета
- с. Воскобойники
- с. Величково
- с. Вертелецкое
- с. Носы
- с. Романки
- с. Сулимы